# Proacidalia viridiatra
Proacidalia viridiatra är en fjärilsart som beskrevs av Embrik Strand 1912. Proacidalia viridiatra ingår i släktet Proacidalia och familjen praktfjärilar. Inga underarter finns listade i Catalogue of Life.